# Maxwell Finland
Maxwell Finland (15 mars 1902 - 25 octobre 1987) est un scientifique américain, chercheur médical, expert en maladies infectieuses,,,. Il mène des recherches fondamentales sur le traitement antibiotique de la pneumonie.

## Jeunesse et éducation
Il nait le 15 mars 1902 à Zhashkiv près de Kiev, en Ukraine. Il émigre aux États-Unis à l'âge de 4 ans. Il est diplômé de la Boston English High School et cum laude du Harvard College en 1922. Il est ensuite diplômé de la Harvard Medical School en 1926

## Recherche sur les antibiotiques
En 1944, il travaille avec Chester Keefer au Boston Medical Center sur les premières études utilisant la pénicilline pour traiter les maladies infectieuses.
Il est connu pour sa vive critique des sociétés pharmaceutiques pour leur commercialisation d'antibiotiques à dose fixe. Ses critiques virulentes contribuent au retrait de ces médicaments du marché,. Il contribue également de manière significative à l'identification précoce de nouveaux problèmes infectieux, tels que les résistances des bactéries aux antibiotiques.

## Héritage
Il est membre des Académies nationales des sciences. Son nom apparait sur environ 800 articles scientifiques. Il remet l'argent reçu pour de nombreux prix à la dotation de Harvard. On estime qu'entre son argent et l'argent qu'il a incité les entreprises à donner à l'école, la contribution totale est d'environ 6 millions de dollars. Un prix annuel Maxwell Finland est créé en 1988 par la National Foundation for Infectious Diseases. La National Academies Press le qualifie de "géant dans le domaine des maladies infectieuses".
Un bâtiment sur le campus de la Boston University School of Medicine sur Albany Street s'appelle The Maxwell Finland Building et abrite le Maxwell Finland Laboratory for Infectious Diseases.